# Kostel svatého Mikuláše (Lnáře)
Kostel svatého Mikuláše ve Lnářích je filiální kostel římskokatolické farnosti Blatná a kulturní památka České republiky. Památková ochrana se vztahuje na celý areál, včetně hřbitovní ohradní zdi. Památkově není chráněna budova márnice.

## Historie
Původní stavba tohoto kostela, který byl do roku 1786 kostelem farním, pochází z první poloviny 14. století. První písemná zmínka o kostele pochází z roku 1356. V roce 1539 byl Václavem Zmrzlíkem ze Svojšína pořízen kostelní zvon. V roce 1735 byla provedena jeho barokní přestavba (stavebník: hrabě Václav Josef Künigl). V letech 1920 až 1924 kostel využívala pro bohoslužby církev československá husitská. Interiér kostela byl v roce 2002 poničen povodněmi. V kostele je gotická kamenná křtitelnice a několik kamenných náhrobníků z roku 1572 a ze 17. a 18. století.
Zvonice, která je včleněna do ohradní zdi, pochází roku 1776; má zděný základ a roubené patro. Na hřbitově je pochována herečka Karolina Slunéčková a její manžel, herec Rudolf Vodrážka.